# Okres wczesnodynastyczny w Egipcie
| N16 · N16 |

| N16 · N16 |

Okres wczesnodynastyczny w Egipcie, zwany również okresem tynickim lub okresem archaicznym – w historii starożytnego Egiptu etap będący bezpośrednią konsekwencją zjednoczenia górnego i dolnego państwa przez dynastię 0 w okresie predynastycznym. Był to czas ostatecznego kształtowania się kultury egipskiej, mało znany ze względu na niewielką liczbę odnalezionych tekstów i ich jednorodność. Obejmował panowanie I i II dynastii w latach od ok. 3150 do ok. 2686 p.n.e.

## Źródła
Podstawowym źródłem dla poznania tego okresu pozostaje materiał archeologiczny szczególnie grobowce z rejonu Sakkary i Abydos oraz ich zawartość. Źródła pisane to powstałe w wiekach późniejszych listy królów, roczniki i inskrypcje, przydatne ze względu na fakt, iż opisują również czasy najdawniejsze. Najstarszy i najważniejszy z nich to tzw. Kamień z Palermo, pochodząca z okresu rządów V dynastii (od ok. 2500 do ok. 2350 p.n.e.) stela zawierająca najstarsze egipskie inskrypcje królewskie. Kolejny to tzw. Kanon Turyński, odnaleziony w Tebach papirus z czasów panowania Ramzesa II (1279–1213 p.n.e.), prezentujący imiona wszystkich królów egipskich oraz lata ich panowania. Na szczególną uwagę zasługuje jednak Aegyptiaca, historia Egiptu napisana w czasach hellenistycznych (III wiek p.n.e.) przez niejakiego Manethona, zachowana we fragmentach, w wypisach późniejszych autorów, w szczególności Józefa Flawiusza. Dzieło to stanowi filar dla periodyzacji dziejów Egiptu, począwszy od podziału na epoki (Stare, Średnie i Nowe Państwo), a skończywszy na dynastiach, która to periodyzacja wykorzystywana jest do dziś.

## Historia

### Pierwsi faraonowie
Dwie pierwsze dynastie noszą nazwę tynickich od miasta Tinis niedaleko Abydos, gdzie odnaleziono groby wszystkich władców pierwszej i niektóre władców drugiej dynastii. Większość z nich miała również cenotafy w Memfis, nowej stolicy zjednoczonego Egiptu położonej na granicy Dwóch Ziem.
Pierwszym faraonem I dynastii był Narmer często łączony z Aha, założycielem Memfis który poślubił Neithotep. Królowa pochodziła najprawdopodobniej z dynastii panującej w Dolnym Egipcie przed zjednoczeniem. Z jej imienia, które miało znaczenie symboliczne, a które oznaczało Niech Neith będzie zaspokojona (Neith to imię bogini czczonej w Sais w delcie Nilu), wnioskuje się, że rządy Aha skupiły się na pokojowej polityce wobec północy oraz reorganizacji państwa. W tym czasie zapoczątkowano wymianę handlową z Syropalestyną, o czym świadczą znaleziska ceramiczne, a także rozpoczęto zmagania wojenne z Libią i Nubią, których intensyfikacja przypadła na czasy panowania faraona Dżera. O pozostałych władcach I dynastii wiadomo niewiele, chociaż warto wspomnieć, że materiał archeologiczny i inskrypcje wskazują na ten okres jako bardzo dostatni.
Panowanie II dynastii to już ostateczne przeniesienie ośrodka władzy do Memfis i jak się zdaje pierwszy kryzys, w wyniku którego mogło dojść do ponownego usamodzielnienia się Górnego Egiptu. Ponowne zjednoczenie przypadło na rządy faraona Chasechemui, podczas których ostatecznie uregulowano strukturę gospodarczą, polityczną i religijną kraju.

### Organizacja
W okresie archaicznym organizacja państwa osiągnęła w zasadzie pełną dojrzałość i nie różniła się znacząco od tej znanej z czasów Starego Państwa. Każde zarządzenie faraona miało moc obowiązującą, a ich interpretacja stanowiła podstawę systemu prawnego. Władcę wspomagali wyżsi urzędnicy i wyspecjalizowani doradcy. Organizacją nawadniania i poboru podatków zajmowały się kancelarie, od czasów panowania II dynastii dwie dla dwóch krajów, podzielonych na 42 nomy. Filar administracji stanowili pisarze. Niewiele wiadomo natomiast o organizacji wojskowej, przyjmuje się jednak, że pobór miał charakter znany z okresów późniejszych.
Przypuszczalnie to w okresie wczesnodynastycznym przyjęto kalendarz słoneczny, na co wskazuje przedstawienie bogini Sotis na plakietce z kości słoniowej z czasów faraona Dżera (datowanie sotisowe). Od tej pory współistniały dwa systemy kalendarzowe: religijny i państwowy.

### Religia
Obraz religii okresu wczesnodynastycznego jaki się wyłania z analizy źródeł, wskazuje na jej dużą złożoność oraz wykorzystanie symboliki mitycznej w procesie unifikacji. Ostatecznie zwyciężyła koncepcja, według której faraon był potomkiem boga słońca Re i uosobieniem Horusa. Faraon Anedżib przybrał imię Dwaj Władcy (nebui) odnoszące się do rywalizujących ze sobą Horusa i Seta. Symbolika tego gestu oznaczała, zjednoczone w osobie władcy: jedność wewnętrzną Egiptu (Horus) i siłę niszczycielską wobec sąsiadów (Set).
Przyjmuje się, że za czasów Narmera i Aha zainicjowano kult krokodyla (Sobek) i byka Apisa. Również Aha przypisuje się budowę świątyni bogini Neith w Sais oraz zapoczątkowanie kultu Anubisa. W czasach panowania faraona Dena obchodzono między innymi uroczystości poświęcone Atumowi, a w grobie jednego z jego urzędników odnaleziono pierwszą wzmiankę o mumifikacji zwłok. Za czasów panowania II dynastii na południu nastąpił przechył w kierunku kultu Seta jako boga opiekuńczego. Mogła to być reakcja na zbytnie faworyzowanie bogów północy, jak i jeden z sygnałów rozpadu państwa.

### Architektura
Podstawowym budulcem okresu tynickiego była cegła, chociaż już w grobowcu faraona Dena został zastosowany granit do budowy posadzki. Jest to pierwszy znany przykład użycia kamienia w archaicznym budownictwie egipskim. Rewolucja w zakresie stosowanego budulca miała miejsce w czasie panowania ostatniego z faraonów II dynastii Chasechemuiego i związana była z szeroko zakrojoną polityką budowlaną w Hierakonpolis, El-Kab i budową własnego grobu w Abydos. Jego rozmiar zapowiadał już kolejną erę w historii Egiptu.
Wygląd architektury świeckiej domniemywany jest głównie na podstawie porównań z architekturą grobową (mastaby), która miała ją naśladować. Znane są również pozostałości budownictwa wojskowego w postaci twierdzy w Abydos, datowanej na schyłek panowania II dynastii.

## Znaczenie
Wielki wzrost kulturowy, polityczny i gospodarczy Egiptu doby archaicznej był niezaprzeczalny. Stanowił również wyjątek, w porównaniu do całego starożytnego Bliskiego Wschodu, ze względu na obszar, jak i liczbę ludności jaką objął. Kilkusetletni okres dobrobytu i potęgi jaki zapoczątkował, a który zakończył się wraz z upadkiem Starego Państwa, możliwy był nie tylko dzięki dogodnym warunkom dla rozwoju rolnictwa, ale także silnie osadzonej w kulturze i religii władzy centralnej oraz jej świetnej organizacji.